# 制空権
制空権（せいくうけん、英語: control of the air および、その段階である air supremacy および air superiority）とは、航空戦において味方の航空戦力が空において敵の航空戦力を撃破または抑制して優勢であり、所望の空域を統制または支配し、敵から大きな妨害を受けることなく、陸・海・空の諸作戦を実施できる状態およびその力である。
一般的に「空（大気圏内）」での「航空戦」においての概念であり、弾道ミサイルやそれに対するミサイル防衛、「宇宙（大気圏外）」の戦闘は含まれない。

## 概念
北大西洋条約機構（NATO）及びアメリカ国防総省は「control of the air」を、完全に航空脅威を取り除き制圧した状態である「Air supremacy」と、一時的に航空脅威を排除して諸作戦を実施しやすくする「Air superiority」の段階に分けている。日本では、前者の段階を「制空権」、後者の段階を「航空優勢(こうくうゆうせい、英: Air superiority）」と区別することもある。
また、戦史叢書では、航空兵力で所要空域を制圧する状態を「制空（せいくう）」、制空の実を持続することを「制空権を取る」と区別している。
なお、現在の日本においては「制空権」(Control of the air) という用語は、防衛白書等において公式には使われず「航空優勢」(Air superiority) が用いられる。日本語のこの二つはほぼ同義だが、米国軍事用語では各々、別の意味で用いられて来た経緯があるため、齟齬が発生している。

## 変遷

### 第一次世界大戦から第二次世界大戦期
飛行機が開発され、第一次世界大戦において初めて本格的な「空からの攻撃」始まり、航空機同士の戦いとして「航空戦」が繰り広げられていく。1916年のヴェルダンの戦いでドイツが戦場上空の制空獲得のために行った空中阻塞、駆逐戦法といわれた数層に戦闘機を配置した防御的阻塞幕を構成する方法などに現れていた。戦闘機の発達とともに敵機撃墜、航空優勢を獲得する戦法に発展し、空中アクロバット戦が展開されていったが、航続距離が短かったこともあり、侵攻して攻撃するような戦法は未熟だった。
イタリアの軍人ジュリオ・ドゥーエの著書『制空』（1921年）によって制空 (英: Command of the air) の概念は注目された。『制空』は、航空戦力は攻勢を本質とするものであり、空中から敏速、決定的破壊攻撃を連続して敵の物心の両面の資源を破壊して勝利するというもので世界的に反響を呼んだ。ドゥーエの制空権獲得徹底第一主義は航空撃滅に終始して航空戦力を撃滅し、航空優勢の保持による地上作戦であった。ドゥーエやウィリアム・ミッチェルに代表される制空獲得、政戦略的要地攻撃重視するために戦略爆撃部隊の保持が好ましく、1930年代には技術的にも可能となり、列強は分科比率で爆撃機を重視するようになった。
当時は先制爆撃によって敵の航空基地を壊滅させ無力化し、制空権を獲得できると考えていたが、地上基地を無力化することが困難であることが分かった。1937年9月の南京空襲作戦で日本海軍の源田実参謀が戦闘機を主体的攻撃的に運用し、敵戦闘機を撃滅して制空権を獲得する「制空隊」を考案した。戦闘機を中心とする積極的な作戦で戦術思想としても画期的であった。
制空権を得るには航空撃滅戦が有力であり、海上では航空母艦の撃滅で決定的な成果がある。しかし陸上の航空基地を半永久的に使用不能にするのは困難で、また基地も広範囲に分散しているため、爆撃による航空撃滅では目的を達しえない。敵機を空地で撃滅し敵の勢力回復に支障を与え、文武に長けた人材を必要とし養成に時間のかかるパイロットの消耗を図ると効果が大きいため、戦闘機の積極的運用が最も効果的であった。
1940年7月から1941年5月にかけて、ドイツ空軍がイギリスに上陸する目的の為にドーバー海峡上繰り広げたバトル・オブ・ブリテンがある。本来、ドーバー海峡はわずか40km程度の広さしかなく特に制空権を取らなくても支障がない海峡であるが、ドイツは海軍力を増強せずに開戦せざるを得なくなったため、やむを得ず挑む形になった。当時のイギリス空軍はドイツ空軍より装備数や機体の性能で劣っていたが、ドイツ空軍は戦略爆撃機や長距離侵攻を可能とする戦闘機を持たない華奢な組織であったため（これも開戦が早まったことと戦術空軍という陸軍の補助を目的として作られた点が悪影響を与えた）、イギリスにとっては有利な動きで進む形になった。また、ドイツの首脳部の誤りによって空軍基地を攻撃していたのを都市部を空襲するという流れに移ったため、イギリス空軍の再建の時間を与えてしまい、ドイツは最終的に英本土侵攻を断念せざるを得なくなった。

### 「制空権」から「航空優勢」へ
従来アメリカ空軍において、制空権を獲得した状態を表す類似語は複数存在した。制空権 (英: Control of the air) の語はアメリカ陸軍軍人ウィリアム・ミッチェルの『空軍による防衛』の中で使われた。1965年以降、実際に発生しやすい「Air superiority」が主に使われるようになり、日本においてもその訳語である「航空優勢」が「制空権」に代わりよく使われるようになった。
現代戦において、空からの脅威を無視した作戦は成立しえず、敵の航空戦力を排除することによって、陸上における作戦を有利に実施することができる。
1973年の第四次中東戦争では、イスラエル空軍が当初の劣勢を克服して敵の航空戦力に対し、攻撃を繰り返し、やがて航空優勢を獲得し、作戦の主導権を握り、アラブ側を敗退させた。これについて、アメリカ統合参謀本部議長ムーアは「航空戦力投入の優先権は、戦場での航空優勢を獲得、維持することに与えなければならないという伝統的ドクトリンは、今回の戦争で再び立証された」と述べており、航空作戦の運用では、航空優勢の獲得・維持が重視される。
2022年ロシアのウクライナ侵攻では、ロシアは侵攻初日から航空優勢の獲得に失敗。その後も航空優勢を獲得できないまま地上部隊を進めたため大きな損害を生じるきっかけとなった。
2024年、アメリカ空軍の参謀総長は「これまでのように何日も何週間も制空権を維持するのはコスト的に不可能。」として、コストをかけずに必要な時に必要な分だけ制空権を確保するアプローチの必要性を訴えた。